# Djupgroven

Djupgroven är en liten by i Skellefteå kommun i Västerbotten. Byn ligger mellan Klutmark och Skråmträsk cirka 15 km väster om Skellefteå. Där finns en stor fddansbana där det numera är byggd en hästgård. Stall Markstedt huserar där sedan 2018.